# Saintry-sur-Seine
Saintry-sur-Seine [sɛ̃t̪ʁi syʁ sɛn] ist eine französische Gemeinde mit 5853 Einwohnern (Stand: 1. Januar 2022) im Département Essonne in der Region Île-de-France. Die Gemeinde gehört zum Arrondissement Évry und ist Teil des Kantons Épinay-sous-Sénart.
Die Einwohner werden Saintryens genannt.

## Geographie
Saintry-sur-Seine liegt an der Seine, etwa 31 Kilometer südwestlich von Paris.
Ein Teil des Forêt de Sénart liegt im Gemeindegebiet.

### Nachbargemeinden
Umgeben ist Saintry-sur-Seine von den Nachbargemeinden Saint-Pierre-du-Perray im Norden und Osten, Morsang-sur-Seine im Süden sowie Corbeil-Essonnes im Westen und Nordwesten.

## Geschichte
Saintry-sur-Seine ist auf den Resten des alten Dorfes Morly im 10. Jahrhundert neu errichtet worden. Seit 1793 existiert die Gemeinde Saintry, die ihren Beinamen sur-Seine 1949 erhielt.

### Einwohnerentwicklung
| 1962 | 1968 | 1975 | 1982 | 1990 | 1999 | 2006 | 2011 |
| 1558 | 1909 | 3046 | 3642 | 4929 | 4998 | 5052 | 5140 |

## Gemeindepartnerschaften
- Polegate, East Sussex (England), Vereinigtes Königreich, seit 1991

## Sehenswürdigkeiten
- Kirche Nativité-de-la-Trés-Sainte-Vierge

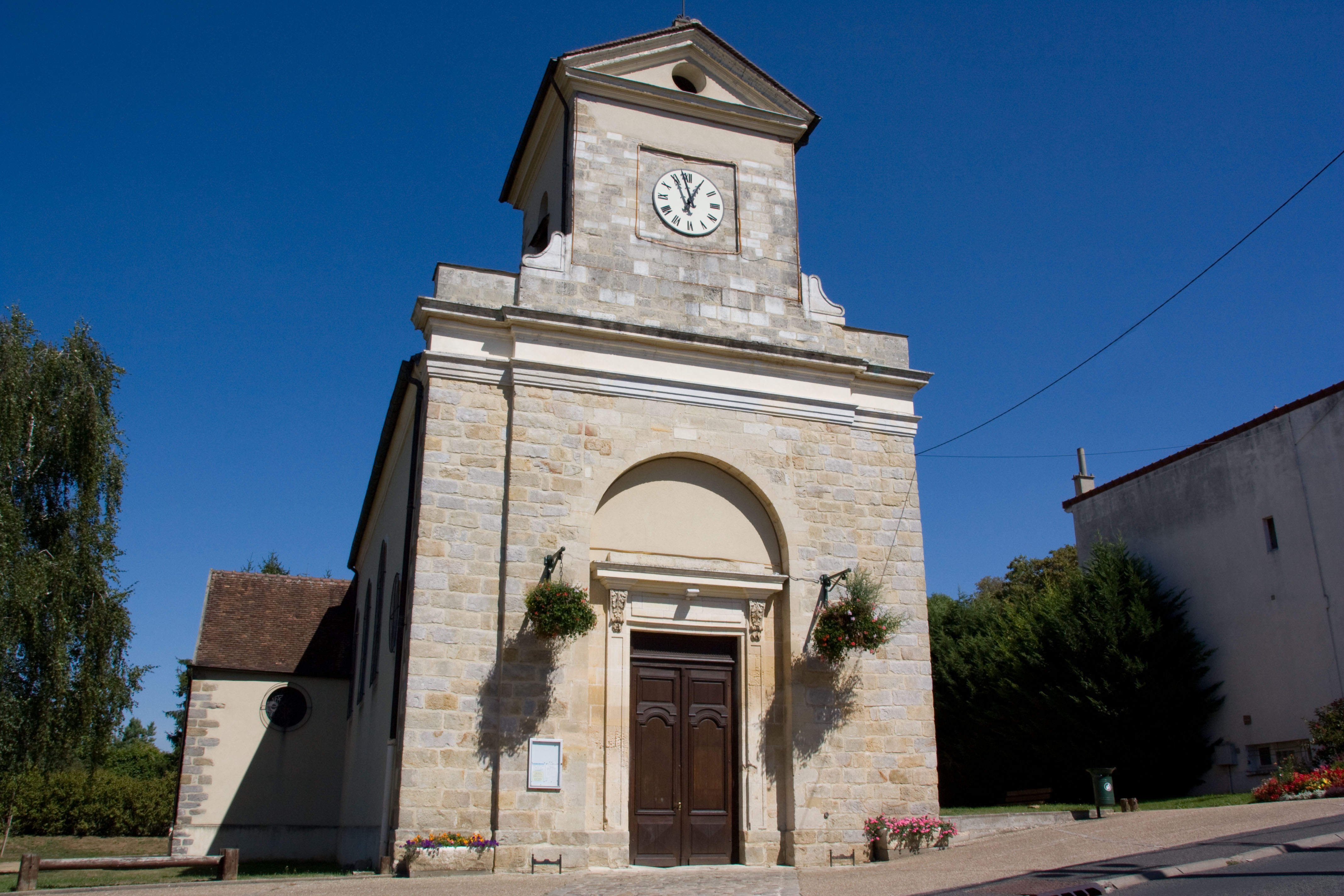
Kirche Nativité-de-la-Trés-Sainte-Vierge

- Rathaus